# Řepov
Řepov är en ort i Tjeckien. Den ligger i regionen Mellersta Böhmen, i den centrala delen av landet, 50 km nordost om huvudstaden Prag. Řepov ligger 215 meter över havet och antalet invånare är 582.
Terrängen runt Řepov är huvudsakligen platt, men den allra närmaste omgivningen är kuperad. Runt Řepov är det ganska glesbefolkat, med 30 invånare per kvadratkilometer. Närmaste större samhälle är Mladá Boleslav, 3,9 km väster om Řepov. Trakten runt Řepov består till största delen av jordbruksmark.